# روبرت سكوت (سياسي)
روبرت سكوت (بالإنجليزية: Robert Scott)‏ هو سياسي نيوزلندي، ولد في 1854، وتوفي في 1944. انتخب عضو مجلس النواب نيوزيلندا عن دائرة Tuapeka (New Zealand electorate) ‏ (1908 – 1911).